# Големи Нишел
Големи Нишел (грч. Νησέλι, Нисели) је насељено место у општини Александрија у периферији Средишња Македонија, Грчка. Према попису из 2021. године било је 560 становника.
Према бугарском географу и историчару, Василу Канчову, у Големом Нишелу је 1900. године живело 265 Словена хришћана. Почетком 20. века село је изложено процесу хеленизације, чије је становништво било двојезично. После 1923. године у Големи Нишел су насељене 22 грчке избегличке породице из Турске, укупно 86 особа.